# Therdsak Chaiman
Therdsak Chaiman ou เทิดศักดิ์ ใจมั่น en thaï, né le 29 septembre 1973 à Suphanburi, est un footballeur thaïlandais.

## Palmarès

### En club
- BEC Tero Sasana :
  - Champion de Thaïlande en 2000 et 2001.
  - Vainqueur de la Coupe de Thaïlande en 2000.
  - Vainqueur de la Kor Royal Cup en 2001.

- Singapore Armed Forces :
  - Champion de Singapour en 2002, 2006, 2007, 2008 et 2009.
  - Vainqueur de la Coupe de Singapour en 2007 et 2008.

- Chonburi :
  - Vainqueur de la Coupe de Thaïlande en 2010.
  - Vainqueur de la Kor Royal Cup en 2009.

### Équipe nationale
- Vainqueur du Championnat d'Asie du Sud-Est en 2002.

## Statistiques

### Buts en sélection
Le tableau suivant liste les résultats de tous les buts inscrits par Therdsak Chaiman avec l'équipe de Thaïlande.